# Château du Vieux Bostz
Le château du Vieux Bostz ou du Vieux Bost est un château situé à Besson, en France.
Il ne doit pas être confondu avec le château du Bostz (ou Nouveau Bostz) qui se trouve à 500 m au sud-ouest, au-delà d'une zone boisée, demeure de la fin du XIXe siècle qui appartient aussi à Charles-Henri de Lobkowicz.

## Localisation
Le château est situé sur la commune de Besson, dans le département de l'Allier, en région Auvergne-Rhône-Alpes, au sud-ouest du bourg. On y accède par une longue allée bordée d'arbres à partir de la D 65 (route de Besson à Cressanges).

## Description
Le château est situé au fond d'une cour d'honneur fermée sur un côté par un bâtiment de commun et sur le quatrième par la chapelle prolongée par une grille en fer forgé.

## Historique
La première mention du fief apparaît à la mort de Pierre Mareschal, dominus de Boscis.
La terre fut acquise en 1578 par un bourgeois de Moulins, Nicolas Chaumas. Elle passa ensuite par mariages et successions aux Delaunay, Roussel de Tilly, Biotière, Bourbon-Busset. Madeleine de Bourbon Busset, épouse de Xavier de Bourbon-Parme, apporte le domaine à la maison de Bourbon-Parme ; par leur fille Françoise, épouse d'Édouard de Lobkowicz, il passe à leur fils Charles-Henri, propriétaire actuel.
L'édifice est inscrit au titre des monuments historiques par arrêtés du 13 février 1928 et 22 mars 1983, et classé par arrêté du 22 mars 1983.

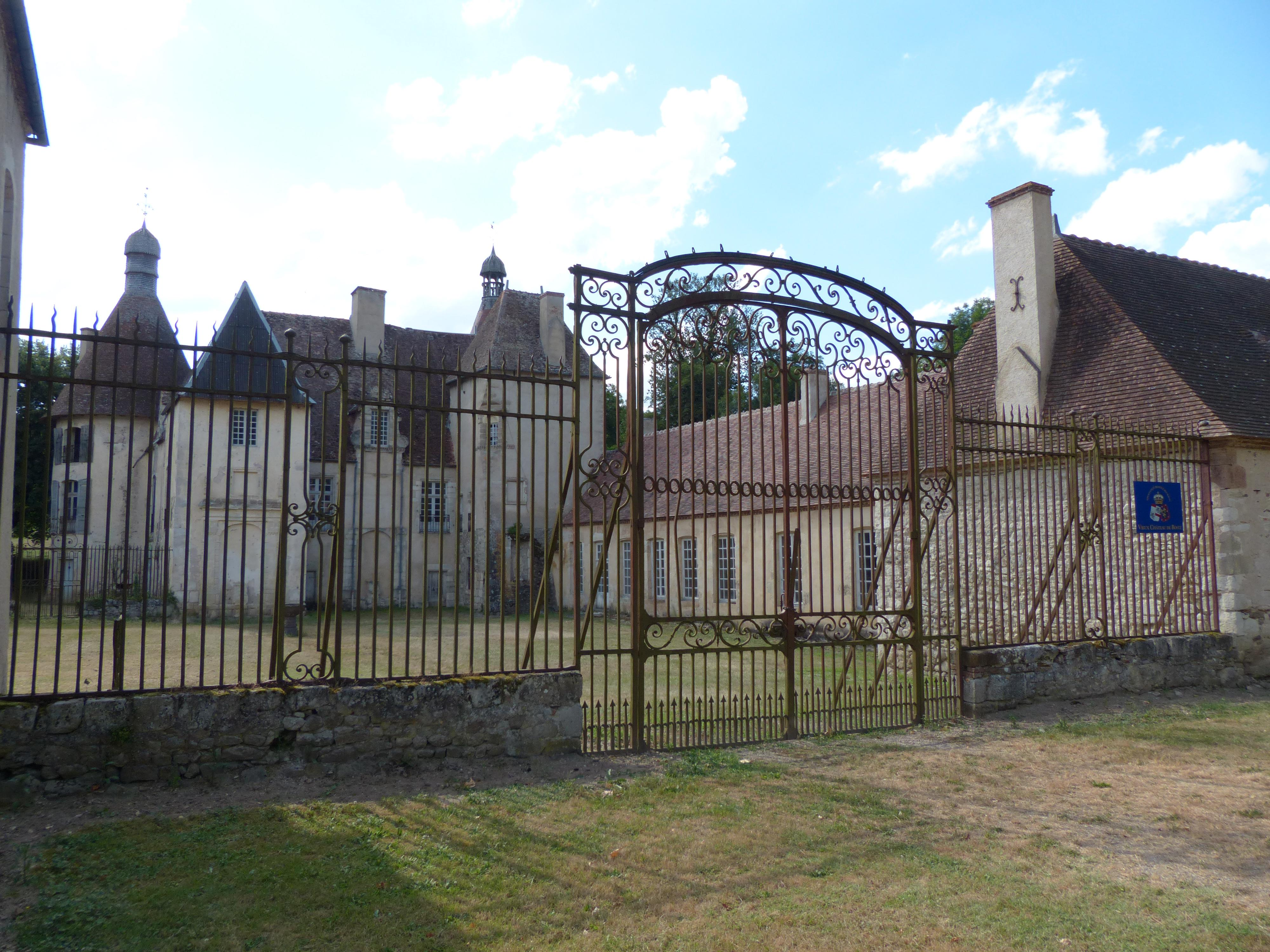
La cour d'honneur et la façade du château.
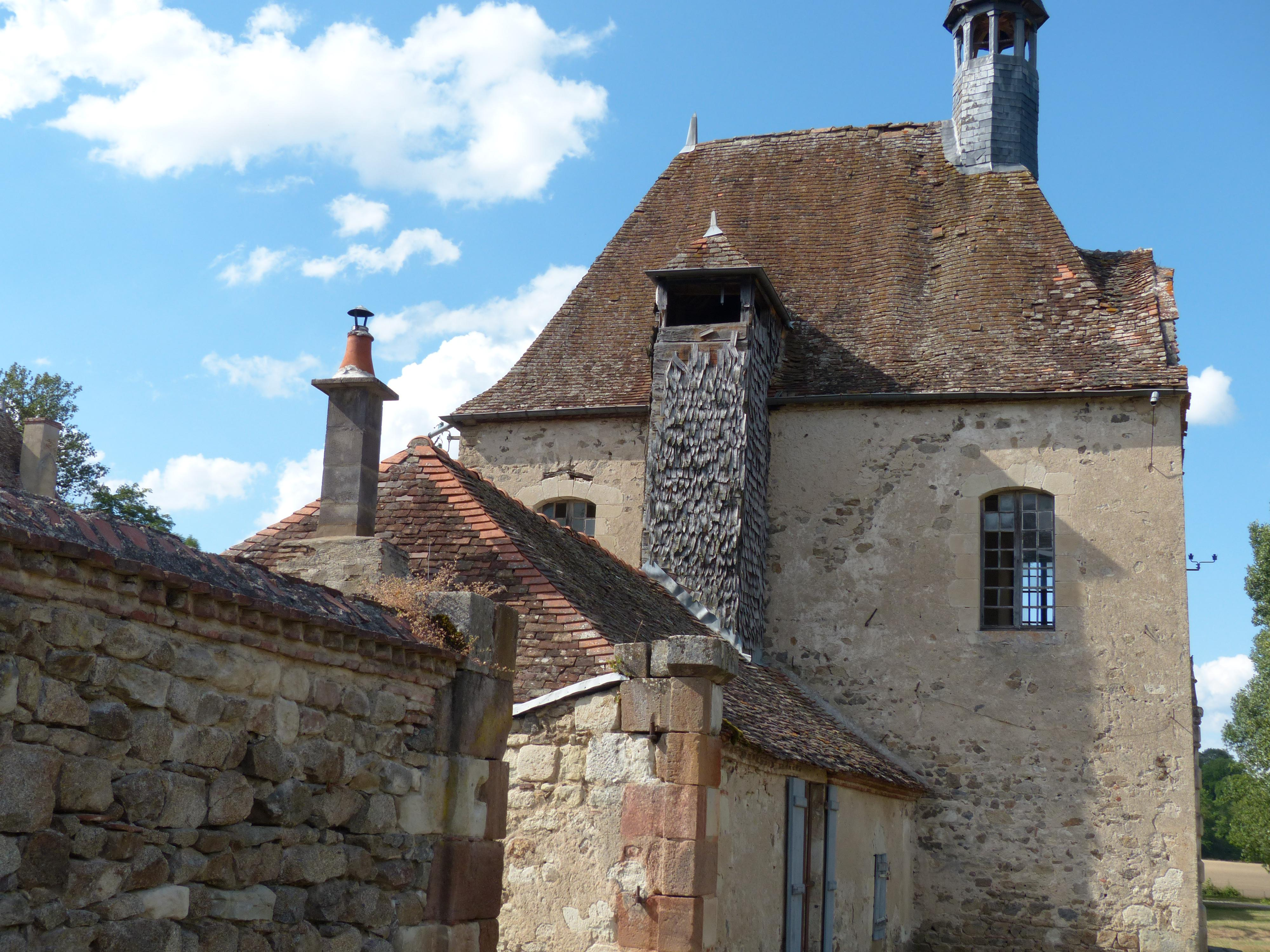
La chapelle, à gauche de la cour d'honneur.
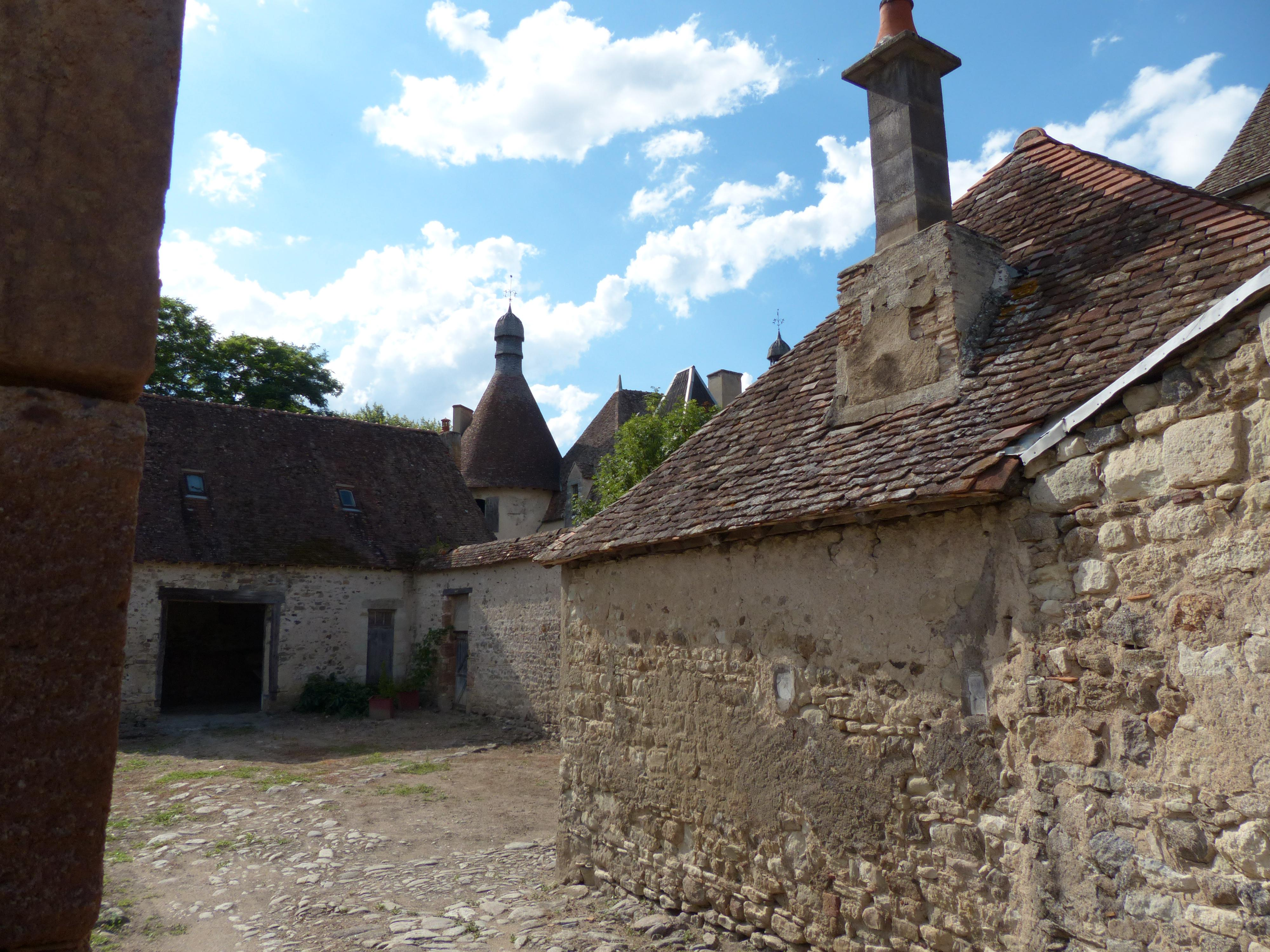
Les communs.